# Erbfallschulden
Als Erbfallschulden werden in Deutschland die Nachlassverbindlichkeiten bezeichnet, die den Erben als solchen treffen und aus Anlass des Erbfalls entstehen, insbesondere Pflichtteilsrechte (§§ 2303 ff. BGB), Vermächtnisse (§ 2174 BGB) und Auflagen (§ 1940 BGB). Für diese Nachlaßverbindlichkeiten haftet der Erbe bzw. die Erbengemeinschaft gemäß § 1967 BGB.
Erbfallschulden sind steuerlich abzugsfähig (§ 10 Abs. 5 Nr. 2 ErbStG).